# Кокорев, Адриан Васильевич

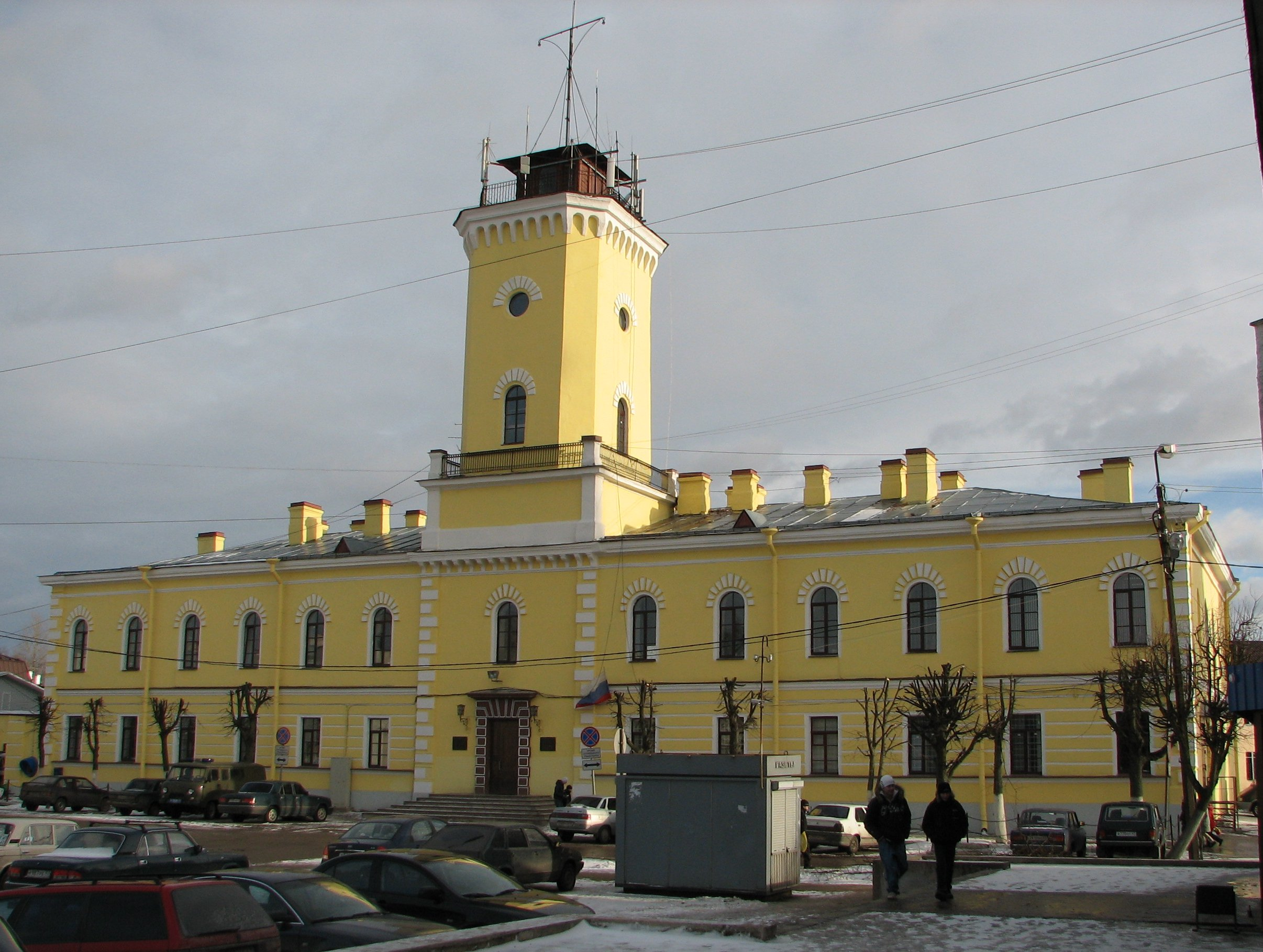
Здание полицейского управления

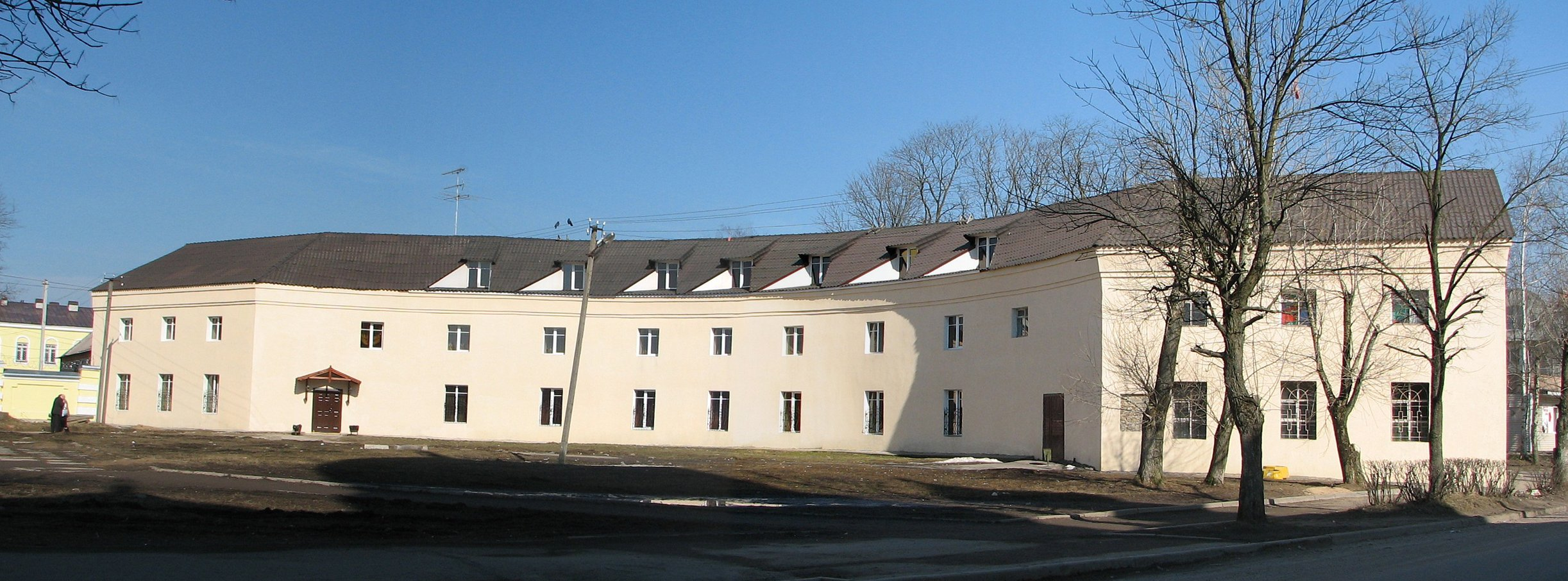
Здание суконной фабрики

Адриа́н Васи́льевич Ко́корев (1810—1877) — русский архитектор, академик Императорской Академии художеств, главный архитектор Гатчины.

## Биография
Родился в семье придворного камер-лакея. Учился в Императорской Академии художеств (1821—1833). Получил медали Академии художеств: малая серебряная (1830), большая серебряная медаль (1832), малая золотая медаль (1833) за «проект дома для жительства богатого помещика в его имении». Получил от Академии художеств звание художника с правом на чин XIV класса (1833). Был признан «назначенным в академики» (1841). Избран в академики (1849).
С 1838 года работал архитектором Первой Санкт-Петербургской гимназии.
Известные постройки в Санкт-Петербурге:
- Здание 1-й гимназии (перестройка)[7]. Социалистическая ул., 7 — Правды ул., 11 (1837—1839)[8]
- Жилой флигель — левая часть. Кузнечный пер., 22 (1838)[9]
- Жилой дом Ларинской гимназии (перестройка). 6-я линия ВО, 15 (1841)[10]

Умер 31 марта 1877 года в Гатчине (по другим данным — в 1876 году), похоронен на Кузьминском кладбище Пушкина.

## Работа в Гатчине
Главный архитектор Гатчины с 1854 года (по другим данным — с 1850 года, с 1852 года, с 1855 года) по 1870 год (по другим данным — по 1877 год).
Для построек Кокорева характерны черты эклектизма.
| Название                                      | Годы постройки                           | Современное состояние                               | Примечание                                                                                     |
| --------------------------------------------- | ---------------------------------------- | --------------------------------------------------- | ---------------------------------------------------------------------------------------------- |
| Дом купца Ф. Попкова                          | 1854                                     | Дом № 47 на улице Карла Маркса                      | Первоначальный проект дома был составлен А. М. Байковым в 1852 году, но реализован не был      |
| Дом «лютеранского пасторства»                 | 1855                                     | Дом № 59 на улице Карла Маркса                      | Впоследствии перестроен с изменением декора и композиции фасада                                |
| Дом крестьянина Забелина                      | 1856                                     | Не сохранился                                       | [ 12 ]                                                                                         |
| Суконная фабрика                              | 1857-1858                                | Дом № 2 на улице Достоевского, дворец молодёжи      | Перестройка здания, построенного в 1790-х годах                                                |
| Дворцовое управление                          | 1860-е                                   | Дом № 77 на улице Чкалова, гостиница                | [ 16 ]                                                                                         |
| Полицейское управление (Съезжий дом, Съезжая) | 1867-1868 (по другим данным — 1852-1855) | Дом № 5 на Красной улице, управление внутренних дел | Построен на месте деревянного Съезжего дома, построенного в 1836 году по проекту А. М. Байкова |